# Manel Loureiro
Manel Loureiro Doval (Pontevedra, España, 30 de diciembre de 1975) es un escritor y abogado español. Licenciado en Derecho por la Universidad de Santiago de Compostela, ha trabajado como presentador de televisión en la Televisión de Galicia y como guionista. Colabora con los periódicos Diario de Pontevedra, ABC y El Mundo. Además es colaborador habitual de la Radio Nacional de España y de la revista GQ en su edición española. Colaboró de forma periódica durante el año 2016 en el programa de televisión Cuarto Milenio en Cuatro, de Mediaset España Comunicación, y desde el año 2020 lo hace en la Televisión de Galicia

## Trayectoria
Su primera novela, Apocalipsis Z, es un thriller que comenzó como un blog en internet, luego fue publicado por la Editorial Dolmen en España en el año 2007, y más tarde reeditada por Plaza&Janés. También sacó, financiado a través de micromecenazgo, un juego de mesa basado en el mismo.
Sus siguientes novelas, Los Días Oscuros y La Ira de los Justos fueron publicadas por Plaza & Janés, editorial del grupo Random House Mondadori. Estas dos novelas continúan y completan la historia originada en Apocalipsis Z.
Sus novelas han sido traducidas a más de veinte idiomas. Vendió más de 200.000 ejemplares en los Estados Unidos. Manel Loureiro es uno de los pocos autores contemporáneos en castellano que ha logrado superar la barrera de los 200.000 ejemplares vendidos en Estados Unidos, junto a Juan Gómez-Jurado, Javier Sierra o Carlos Ruiz Zafón.
Su novela El último pasajero (Planeta, 2013) fue uno de los best sellers del año 2013 en España. Además, la edición en lengua inglesa de este libro estuvo una semana en el 'top' de ventas absolutas en Estados Unidos, siendo la primera vez que un autor español consigue colocarse en la lista de los más vendidos con reservas previas.
The Last Passenger es, además, el único título de un autor no norteamericano situado entre los cien libros más vendidos en Estados Unidos.
Existen proyectos de adaptación al cine de alguna de sus novelas.
La obra Apocalipsis Z fue acusada por un blog como un plagio en español de partes de una web inglesa previa a la novela, pionera en el esquema planteado por Loureiro.
Loureiro  participa en la iniciativa 1libro1euro en las redes sociales que consiste en una página web en la que varios autores ponen libros de su autoría a disposición del público y piden la donación de un euro a favor de Save the Children.

## Obra

### Novela
- Trilogía Apocalipsis Z:
  - Apocalipsis Z 1. El principio del fin (Dolmen, 2008, reeditado por Plaza & Janés, 2010)
  - Apocalipsis Z 2. Los días oscuros (Plaza & Janés, 2010)
  - Apocalipsis Z 3. La ira de los justos (Plaza & Janés, 2011)
- Juego de Tronos: Un libro afilado como el acero valyrio (Errata Naturae, 2011), coautor.
- El último pasajero (Planeta, 2013)
- Fulgor (Planeta, 2015)
- Veinte (Planeta, 2017)
- La puerta (Planeta, 2020)
- La ladrona de huesos (Planeta, 2022)
- Cuando la tormenta pase (Planeta, 2024). Ganadora del Premio Fernando Lara de Novela en 2024.

### Audiolibros
- La sombra de la Araña (Storytel, 2022)

## Premios y reconocimientos
- 29ª edición del premio de novela Fernando Lara (2024) por su obra Cuando la tormenta pase.[17]